# روزن‌دیل (حوزه سرشماری)، نیویورک
روزن‌دیل (به انگلیسی: Rosendale) یک منطقهٔ مسکونی در ایالات متحده آمریکا است که در شهرستان اولستر، نیویورک واقع شده‌است. روزن‌دیل ۱٬۳۴۹ نفر جمعیت دارد و ۴۰ متر بالاتر از سطح دریا واقع شده‌است.